# Movilița (okręg Konstanca)
Movilița – wieś w Rumunii, w okręgu Konstanca, w gminie Topraisar. W 2011 roku liczyła 1010 mieszkańców.